# Guarapuava
Guarapuava är en stad och kommun i södra Brasilien och ligger i delstaten Paraná. Centralorten hade år 2010 cirka 142 000 invånare, och i hela kommunen var det cirka  177 000 invånare år 2014. Guarapuava grundades 1810. Jordãofloden (som ansluter till den större Iguaçufloden) ligger strax söder om staden.

## Administrativ indelning
Kommunen var år 2010 indelad i sex distrikt:
- Atalaia
- Entre Rios
- Guairacá
- Guará
- Guarapuava
- Palmeirinha